# Ярошинская, Евгения Ивановна
Евгения Яроши́нская (укр. Євгенія Іванівна Ярошинска; 18 октября 1868, Чуньков, Цислейтания — 21 октября 1904, Черновцы, Цислейтания) — украинская просветительница, писательница и активистка.

## Биография

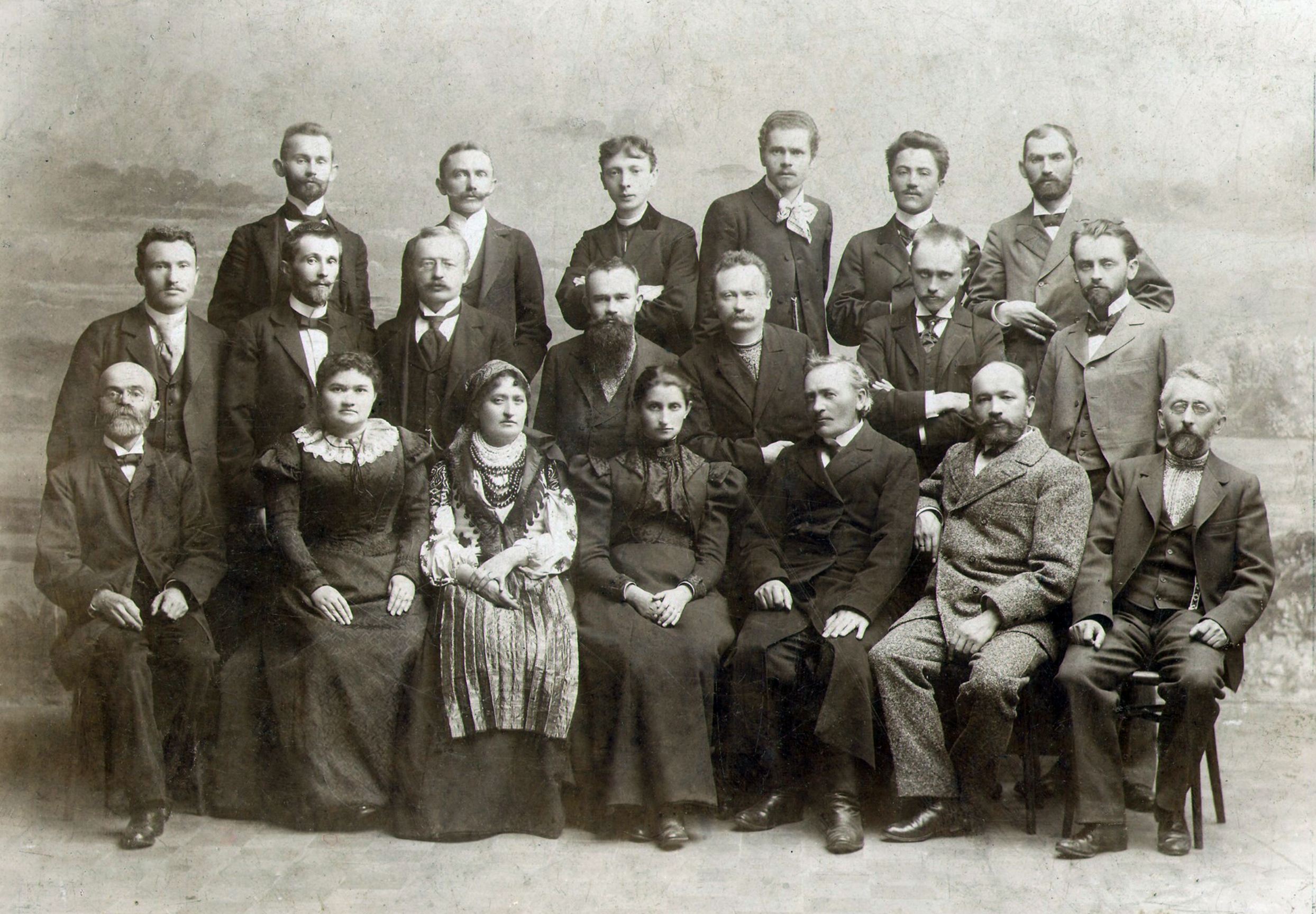
Правление и члены Научного общества имени Шевченко на праздновании 100-летия со дня выхода в свет «Энеиды» Ивана Котляревского, Львов, 31 октября 1898 года. В первом ряду сидят: Михаил Павлик, Евгения Ярошинская, Наталия Кобринская, Ольга Кобылянская, Сильвестр Лепкий, Андрей Чайковский, Кость Паньковский. Во втором ряду: Иван Копач, Владимир Гнатюк, Осип Маковей, Михаил Грушевский, Иван Франко, Александр Колесса, Богдан Лепкий. В третьем ряду: Иван Петрушевич, Филарет Колесса, Иосиф Кишакевич, Иван Труш, Денис Лукьянович, Николай Ивасюк.

Евгения родилась в провинции Буковина на Западной Украине, в то время входившей в состав Австро-Венгрии в семье учителя. Поскольку в то время официальным языком был немецкий, её первые рассказы были написаны на немецком языке. Первый из рассказов, «Мнимая болезнь», был опубликован в 1886 году. После того как в её регионе открылась украинская газета, она начала читать украинских авторов и изучать местный фольклор. Она записала тексты к 450 буковинским народным песням. В 1888 году она начала писать статьи об украинской культуре для украинской, немецкой и чешской периодики. Два года спустя она начала писать рассказы на украинском языке и переводить на него литературные произведения. Евгения училась на учителя, получила сертификат в 1896 году. Была участницей женского движения на Украине.
Ярошинская вела альманах «Наша доля», редактором которого была Наталия Кобринская.
Она прошла курсы ткачества, а затем обучала этому ремеслу крестьянок, чтобы они могли приносить больше дохода своему хозяйству. Она также организовала читальные клубы, где читала крестьянам газеты, чтобы держать их в курсе текущих событий.
Её работы были переведены на английский язык для сборника But… The Lord is Silent (1999).